# Protecció d'error desigual
Qualsevol sistema de comunicació està compost per:
Les paraules codi resultants d'una codificació de font duen associades informació que sirà utilitzada en processos posteriors per una reconstrucció del senyal original. Per això, les paraules codi deuran ser protegides (codificació de canal) de l'error que introduirà el canal de transmissió, ja que un error de bit pot resultar una disminució considerable de la qualitat final. Per una protecció més eficaç d'aquesta informació s'ha de saber que la quantitat d'informació que conté una paraula codi o un missatge és una mesura constant però la seva importància com a mesura qualitativa pot canviar. És a dir, dins d'una mateixa paraula codi es poden trobar bits que tinguin més importància que uns altres.
Per tant, s'utilitzaran codis amb protecció d'error desigual (UEP) a causa del fet que proporcionen una major protecció als bits i/o blocs del codi que són més importants, i menor protecció als bits i/o blocs de menor importància. El principal objectiu és garantir l'adequada protecció contra l'error depenent de la importància de la informació.
La paraula codi quedarà subdividida en dos grups, els bits “especials” o “alta prioritat” i els bits de “baixa prioritat”. És a dir, tindrem la paraula codi amb protecció a dos nivells.
Els codis amb protecció d'error desigual es basen a utilitzar diferents codis de control d'error depenent de la prioritat del bit o bloc. Pel cas de correcció per blocs s'utilitzaran codis de bloc, utilitzant un mètode més restrictiu en aquells blocs que així ho requereixin. Pel cas de correcció per bits s'utilitzaran els codis convolucionals que inclouran més bits de redundància als bits “especials”.
A continuació es mostren dos imatges on es pot observar una imatge transmesa sense correcció d'error i una altra amb protecció d'error desigual utilitzant codis convolucionals. Podem observar que la protecció d'errors de canal és una part important en els sistemes de comunicació.

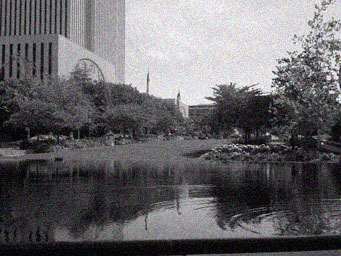
Imatge sense protecció d'error
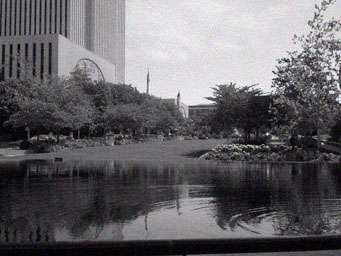
Imatge amb protecció d'error

La protecció d'error desigual es podrà realitzar únicament si es pot transferir la informació sobre les diferents classes de sensibilitat d'error de bit des del codificador fins a la xarxa d'accés, o si els bits en la trama estan organitzats en classes. En cas contrari, es realitzarà una protecció d'error igual (EEP), tots els bits i/o blocs es consideraran iguals, mateixa importància.
La protecció d'error desigual també reduirà de forma eficaç la redundància total necessària per protegir correctament una seqüència de bits, disminuint així el nombre de bits necessaris per ser enviat el missatge correctament.
A continuació es mostra una tabla comparativa entre la utilització de UEP i EEP en una transmissió d'imatges sobre dispositius mòbils.
La major aplicació de la codificació de canal està en la comunicació multimèdia. Però especialment, per les aplicacions wireless (comunicació sense fils) com telefonia mòbil i la difusió del senyal de televisió. També és molt útil en comunicacions espacials i per satèl·lit, comunicació digital i emmagatzematge.

## Utilitats de la protecció d'error desigual (UEP)
- Internet: les capçaleres dels paquets són més importants per l'entrega del paquet i necessiten major protecció que les dades útils per assegurar que les dades rebudes són correctes.
- Transmissió per un canal sense fils: Fitxer de baixa resolució necessiten major protecció que fitxer d'alta resolució, d'aquesta forma aconseguim que l'usuari pugui tenir almenys na reconstrucció després de la transmissió.
- Vídeo codificat: Major prioritat per la informació de vectors de moviment e inferior pels coeficients de la DCT de la imatge predicció d'error.
- Imatge codificada: Els bits més significatius de cada píxels són els anomenats bits especials.
- Àudio: Els bits més significatius de la paraula codi són els anomenats bits especials.